# Phragmatobia brunnea-pseudobornealis
Phragmatobia brunnea-pseudobornealis là một loài bướm đêm thuộc phân họ Arctiinae, họ Erebidae.